# 비토리아 공항

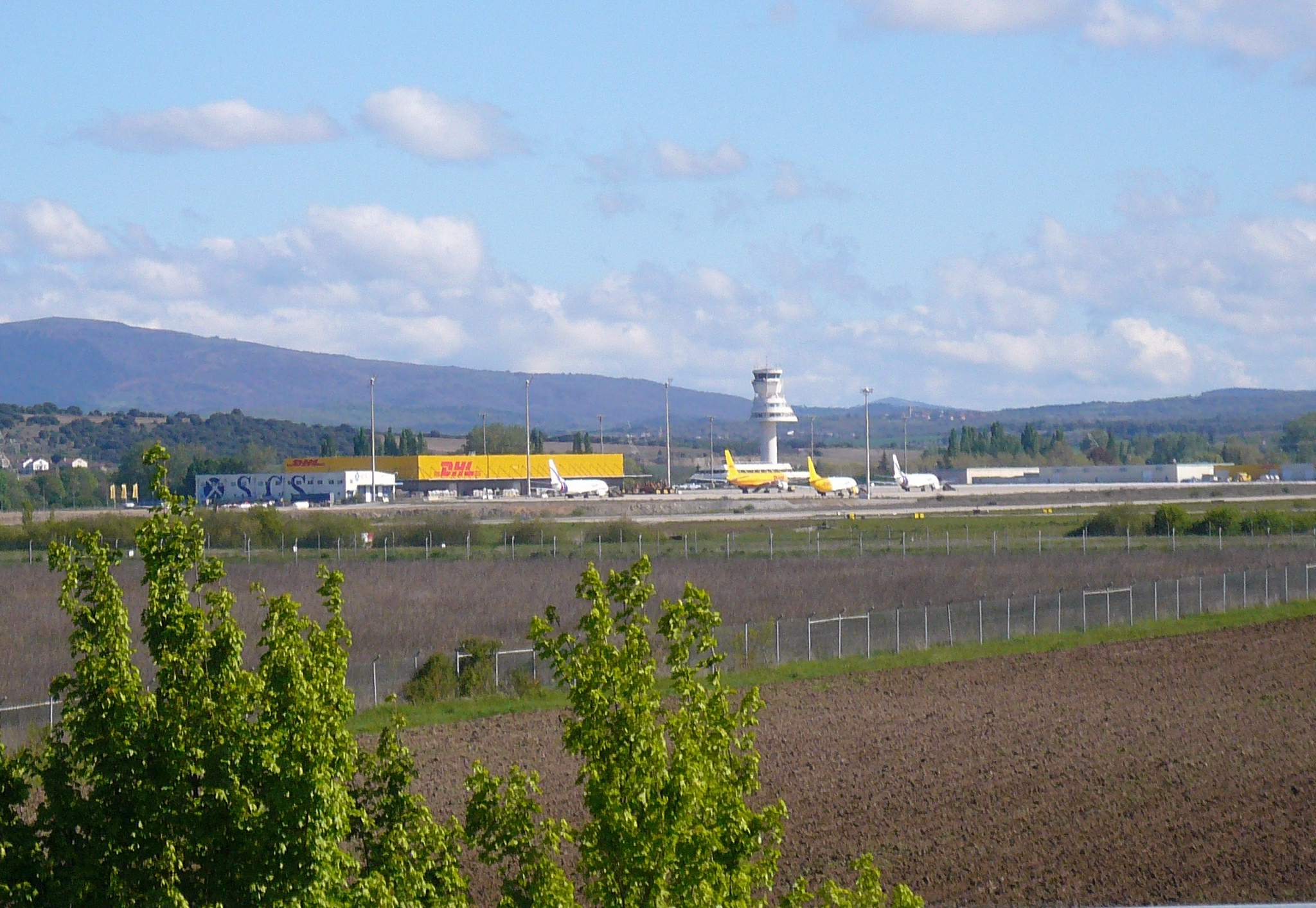

비토리아 공항(Vitoria Airport, IATA: VIT, ICAO: LEVT)은 스페인 바스크주 비토리아 인근에 위치한 공항이다. 포론다에 위치해 있어서 포론다 공항(Foronda Airport)이라고도 부른다. 이 공항은 3개의 게이트를 갖춘 터미널 1개, 7개 체크인 카운터, 항공기를 위한 16개 스탠드, 3.5킬로미터 길이의 CAT II/III 활주로 하나를 보유하고 있다.